# Georges Hayem
Pour l’article homonyme, voir Hayem.
Georges Hayem, né le 25 novembre 1841 à Paris 6e et mort le 28 août 1933 à Paris 16e, est un médecin des hôpitaux de Paris, d'abord spécialiste du système digestif puis considéré comme l'un des pères de l'hématologie, professeur à la Faculté de médecine de Paris et membre de l'Académie de médecine.

## Biographie
Georges Hayem est le fils de Flore Abraham (1817-1878) et de Simon Hayem (1811-1895) ; il a pour frères Charles Hayem, Armand Hayem et Julien Hayem (1847-1932). Son père, qui avait créé une grande maison de commerce dans le quartier du Sentier, l'encourage à suivre la voie commerciale pour préparer sa succession. Après ses années de scolarité primaire, il entre au lycée Bonaparte dans le but de poursuivre des études commerciales, mais il est très rapidement attiré par les sciences. Reçu bachelier ès sciences, en 1861, il s’inscrit à la Faculté de Médecine.
Major de l’externat, en novembre 1862, il réussit le concours de l’internat en 1863 et il est affecté à Bicêtre. Le 1er janvier 1865, il entre aux Enfants Malades puis à Lariboisière avant de devenir l’interne puis l'assistant d’Alfred Vulpian à l'Hôpital de la Salpêtrière. Sa Médaille d’Or de l’internat lui permet d’effectuer deux années supplémentaires dans le service Auguste Ambroise Tardieu. Il soutient sa thèse de Doctorat en Médecine ayant pour titre Etudes des diverses formes d’encéphalite (Anatomie et physiopathologie), le 15 mai 1868.
En 1872, il est reçu à l'agrégation en soutenant deux thèses : Des bronchites (pathologie générale et classifications) (1869), Des hémorragies intra-rachidiennes (1872). En 1872, il est admis au Bureau Central des hôpitaux. Après un passage à l’hôpital de la Charité, où il est suppléant de Jean-Baptiste Bouillaud. Enfin, il obtient le poste de chef de service à l’hôpital Saint-Antoine où il restera trente trois ans. Il dirige la Revue des sciences médicales en France et à l'étranger. Il est membre de la Société de biologie.
En 1879, à l'âge de 37 ans, il est désigné à la chaire de Thérapeutique et de Matière médicale de la Faculté de médecine de Paris. Pendant 15 ans son enseignement sera fondé sur des recherches expérimentales personnelles et sur des observations cliniques. Ses travaux sur la transfusion sanguine, en 1881, marquent une étape importante dans l’histoire de cette thérapeutique et le nom de Georges Hayem reste attaché à cette méthode.
C’est avec difficulté qu’il réussit à se voir attribuer un laboratoire d’expérimentation digne de ce nom alors que durant de nombreuses années il mène ses recherches dans des conditions précaires. En 1879 et 1880, il poursuit à l’École vétérinaire de Maison-Alfort, avec Gustave Barrier des expériences sur la coagulation sanguine.
En 1893, il obtient la chaire de Clinique Médicale, alors installée à l’hôpital Necker et il réussit à la faire transférer à Saint-Antoine : « Il attendit plusieurs années les constructions qui en font une clinique modèle, avec ses laboratoires particuliers et son propre amphithéâtre relié aux salles des malades » écrivait Paul Busquet, dans la biographie qu’il lui a consacré.
Le 5 janvier 1886, il est élu membre de l’Académie de médecine à la section de thérapeutique. Le 19 novembre 1911, frappé par la limite d’âge, alors qu’il abandonne son service de Clinique Médicale, ses collègues, ses élèves, ses amis se réunissent à l’amphithéâtre de la Clinique pour lui remettre sa médaille exécutée par Paul Roger-Bloche. En 1917, il devient vice-président de l’Académie puis président l’année suivante.
Il est le premier président et fondateur de la Société française d'hématologie (d) en 1931.
Il est inhumé au cimetière du Père-Lachaise (7e division). Il était commandeur de la Légion d'honneur depuis 1913, après avoir été nommé chevalier en 1886 et promu officier en 1897.

## Travaux scientifiques
L’œuvre de Georges Hayem est considérable, en particulier dans le domaine de l’hématologie. « Si la naissance de la clinique est contemporaine de l'arrivée des médecins sur la scène de l'hôpital, il faut encore attendre quelques années pour que la méthode expérimentale quitte le laboratoire de physiologie pour devenir l'outil de la compréhension des maladies et de la thérapeutique. C'est à ce moment essentiel de l'histoire de la pensée médicale que sont données Les leçons sur les modifications du sang de Georges Hayem, publiées en 1881. Avec G. Hayem se dessinent une explication des modes d'action de la thérapeutique et une nouvelle discipline, l'hématologie, qui s'organise à partir d'un objet scientifique : le sang ».
C’est lui qui, le premier, décrivit en 1877, l’érythroblaste « chez l’adulte, les hématies sont générées par les hématoblastes » écrivait-il ; il étudia ensuite la coagulation, qu’il fit connaître dans d’importants mémoires publiés en 1878 et 1879 et son nom reste attaché à la physiologie de l’hémostase, avec le « clou plaquettaire de Hayem » ou le temps de coagulation. En 1889, il publia un volume intitulé Du sang et de ses altérations anatomiques : dans cet ouvrage, il écrivait : « L’avenir appartient à l’hématologie : c’est elle qui nous apportera la solution des grands problèmes nosologiques ». Les recherches ultérieures ont confirmé le bien-fondé de ses travaux.
Les travaux sur le système nerveux sont d’ordre expérimental, anatomo-pathologique et clinique : ils portent sur l’encéphalite, le ramollissement cérébral, les myosites, l’atrophie musculaire …
Le système digestif fut aussi l’une des préoccupations de Hayem et de ses élèves : il publia ses observations dans un important ouvrage, qui fut repris dans le Traité de médecine et de thérapeutique en 1897, avec la collaboration de son élève Gaston Lion, puis réédité en 1913. Il convient enfin de mentionner ses publications sur les affections du foie : les cirrhoses, les ictères, les hépatites …
Le surnom de "Dr choléra", qui lui fut parfois attribué est lié aux succès inespérés qu’il obtint dans le traitement de cette affection en luttant contre la déshydratation par des injections intra veineuses au moment des épidémies.
« Sa vie fut un modèle de labeur, de perspicacité et de conscience scientifique : c’est une des figures les plus originales et les plus remarquables parmi les médecins de notre temps » écrivait le professeur Albert Dastre en 1911 dans son éloge du professeur Hayem.
Le nom de Hayem fut donné en 1935 à la place du Docteur-Hayem dans le quartier de la Muette à Paris.
L'Institut de recherche sur les leucémies de l'hôpital Saint-Louis porte son nom depuis 1960.

## Œuvres et publications

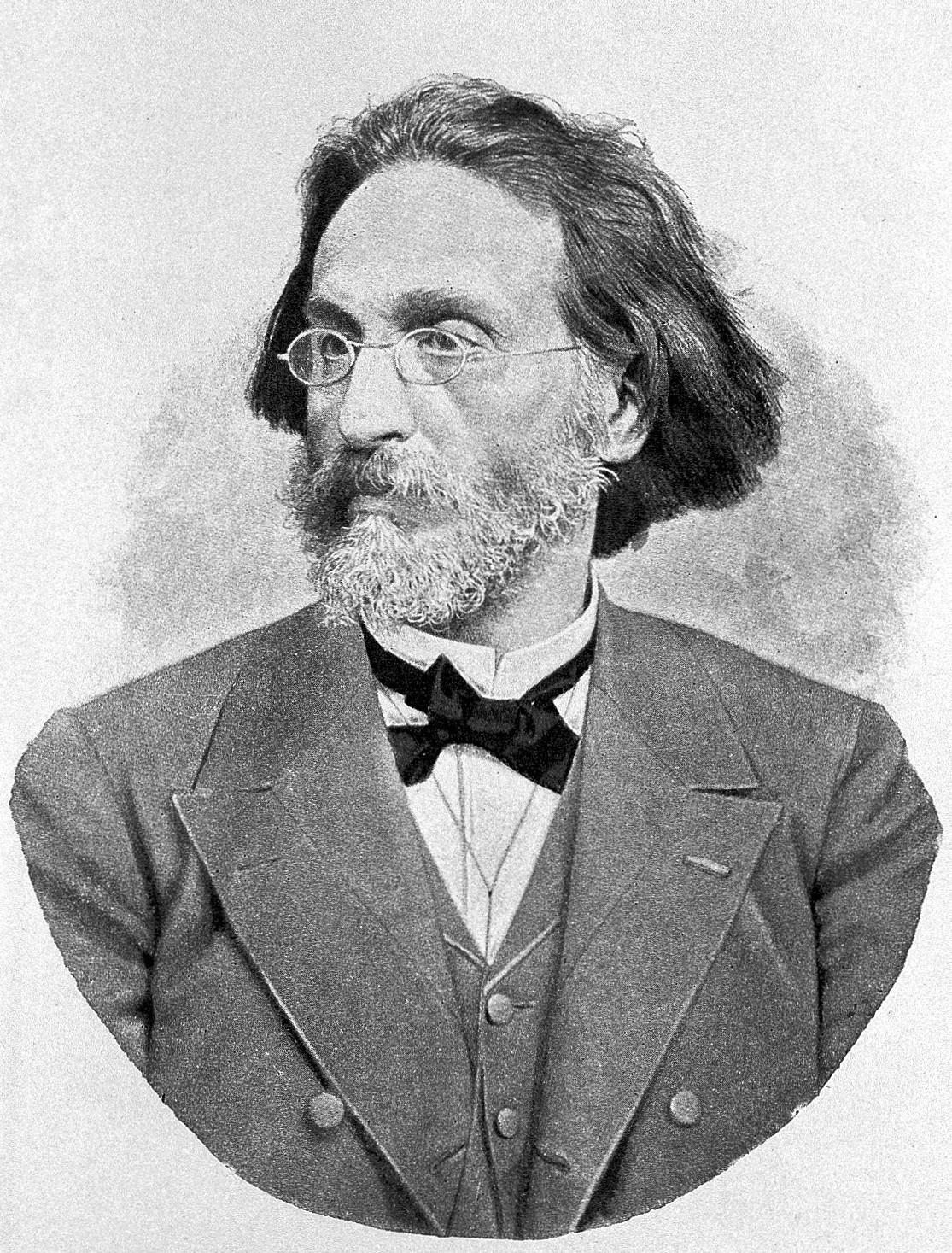
Georges Hayem, Centenaire de la Faculté de Médecine de Paris 1794-1894, Impr. Nationale, Paris, 1896, p. 354.

- Contribution à l'étude histologique du cancer de l'estomac : classement des types, impr. de Mame (Tours), [s.d.], lire en ligne sur Gallica.
- Études sur le mécanisme de la suppuration, A. Delahaye (Paris), 1870, lire en ligne sur Gallica.
- Des hémorrhagies intra-rachidiennes, [thèse présentée au concours pour l'agrégation (section de médecine et de médecine légale), et soutenue à la Faculté de médecine de Paris le 26 avril 1872], A. Delahaye (Paris), 1872, lire en ligne.
- De la méningite dans l'érysipèle de la face, [leçon de la Clinique médicale de la Charité recueilie par M. Chevallereau], Imp. A. Parent (Paris), 1875, lire en ligne sur Gallica.
- Leçons cliniques sur les manifestations cardiaques de la fièvre typhoïde, [recueillies par Boudet de Pâris],Progrès médical (Paris) , 1875.
- Notice sur les travaux scientifiques, Impr. Barousse (Paris), 1876, lire en ligne.
- Eloge de M. Le Courtois, prononcé à la Société anatomique (Janvier 1876), impr. de Cerf et fils (Versailles), 1876, lire en ligne sur Gallica.
- Recherches sur l'anatomie normale et pathologique du sang, G. Masson (Paris), 1878, lire en ligne sur Gallica.
- « Recherches sur l'évolution des hématies dans le sang de l'homme et des vertébrés », Archives de physiologie normale et pathologique, G. Masson (Paris), 1878, t. 5, série 2, p. 693-734 ; t. 6, série 2, p. 201-262; p. 577-613, lire en ligne.
- Leçons sur les modifications du sang sous l'influence des agents médicamentaux et des pratiques thérapeutiques, [par Georges Hayem, recueillies et rédigées par Lucien Dreyfus-Brisac(1849-1903)], G. Masson (Paris), 1882, lire en ligne sur Gallica.
- Notice sur les travaux scientifiques, [avec un supplément 1879-1882], G. Masson (Paris), 1882, lire en ligne.
- Traitement du choléra, G. Masson (Paris), 1885.
- Du sang et de ses altérations anatomiques, G. Masson (Paris), 1889, lire en ligne sur Gallica.
- Exposé des titres et des travaux scientifiques, [édition de 1887 augmentée d'une liste complémentaire des publications de l'auteur de 1887 à 1893], G. Masson (Paris), 1893, lire en ligne.
- De la valeur clinique du chimisme stomacal, [rapport de M. le professeur G. Hayem], Association typographique (Lyon), 1894, lire en ligne sur Gallica.
- Leçons de thérapeutique, [Les agents physiques et naturels], G. Masson (Paris), 1894, lire en ligne.
- Des Injections salines intra-veineuses, [Leçon inaugurale faite à l'hôpital Saint-Antoine et recueillie par Lenoble], G. Carré et C. Naud (Paris), 1896.
- Leçons sur les maladies du sang, [recueillies par E. Parmentier et R. Bensaude], Masson (Paris), 1900, lire en ligne sur Gallica.
- Notice sur les titres et travaux scientifiques, Masson et Cie (Paris), 1901, lire en ligne.
- Les évolutions pathologiques de la digestion stomacale, Masson (Paris), 1907, lire en ligne sur Gallica.
- De l'emploi du sous-nitrate de bismuth dans les maladies du tube digestif, [G. Steinheil (Paris)], 1907.
- De l'application de l'examen du sang pur au diagnostic des maladies infectieuses, [conférence faite à la Société de médecine et de climatologie de Nice, le 19 février 1915], impr. de l'"Éclaireur" (Nice), 1915, lire en ligne sur Gallica.
- De la formation du sang dans les cellules vaso-formatives des oiseaux, impr. de L. Maretheux, [1915].
- Hématoblaste. Troisième élément du sang, [Avant-propos et annotations, par le docteur L. Rivet, médecin des hôpitaux], Les Presses Universitaires de France (Paris), 1923, lire en ligne sur Gallica.

## Legs scientifique
- Solution de Hayem[14]
- Chambre de Hayem
- Signe de Hayem et Sonneburg
- Maladie ou syndrome de Hayem-Widal[15]: anémie hémolytique acquise.
- Syndrome de Jaksch-Hayem
- Syndrome de Georges Hayem et Knud Faber.